# 카페 네로
카페 네로(Caffè Nero)는 영국의 커피 체인점이다. 2013년 카페 네로의 커피는 잡지 〈Which?〉에서 영국의 5대 브랜드 중에서 가장 맛있는 것으로 평가되었다.